# Faith Hill
Audrey Faith McGraw (Jackson, Mississipi, 21 de setembro de 1967), conhecida profissionalmente como Faith Hill, é uma cantora country e atriz norte-americana. Hill é uma das artistas country mais bem sucedidas de todos os tempos, tendo vendido mais de 50 milhões de álbuns em todo o mundo. Ela emplacou vários sucessos, como: "Breathe" e "There You'll Be", a última foi tema do filme Pearl Harbor (2001), e foi indicada ao Oscar.
Ao longo da carreira, Hill ganhou 5 Grammy Awards, 15 Academy of Country Music Awards, 6 American Music Awards e vários outros prêmios. Sua turnê de 2006, "Soul2Soul II Tour", em parceria o cantor e marido, Tim McGraw, se tornou a turnê country de maior bilheteria de todos os tempos nos Estados Unidos.

## Biografia
Faith Hill em Ridgeland, ao norte de Jackson, Mississippi e cresceu na cidade vizinha de Jackson, Star. Ela foi adotada com uma semana de vida por Edna e Ted Perry, que já tinham dois filhos biológicos. Ela foi criada em um ambiente cristão e começou cantando na igreja batista de sua cidade. Aos 17, Hill formou uma banda que tocava em rodeios locais e, ás vezes, para prisioneiros na Cadeia do Condado de Hinds. Ela se formou no ensino médio em 1986.
Com 19 anos, Hill abandonou a faculdade e foi para Nashville começar uma carreira de cantora country. Quando chegou em Nashville, ela fez um teste para ser cantora de apoio de Reba McEntire, mas não conseguiu o emprego. Em 1991, a cantora que venceu Hill no teste morreu em um acidente de avião com outros 6 membros da banda de Reba.
Enquanto não conseguia uma oportunidade como cantora, ela se sustentou trabalhado em uma franquia do McDonald's e vendendo camisetas na porta dos shows de outros artistas, até conseguir um emprego de secretaria no escritório do cantor e compositor Gary Morris. Ela complementou esse trabalho fazendo vocal de apoio para o compositor Gary Burr, que frequentemente apresentava suas novas canções no Bluebird Cafe de Nashville. Durante uma dessas apresentações, Martha Sharp, uma executiva da Warner Bros. Records estava na plateia e, impressionada com a voz de Hill, a ofereceu um contrato de gravação.

## Carreira

### 1993–2000
Em 12 de outubro de 1993, Faith Hill lançou seu álbum de estreia, Take Me as I Am, que foi impulsionado pelo single "Wild One", que passou quatro semanas consecutivas em primeiro lugar na Billboard Hot Country Songs. Sua versão de "Piece of My Heart", também foi para o topo das paradas country em 1994. O álbum atingiu a posição 59 da Billboard 200 e recebeu três certificados de platina da Recording Industry Association of America (RIAA), pelas vendas de três milhões de cópias nos EUA.
Seu segundo álbum, It Matters to Me, foi lançado em 29 de agosto de 1995, e superou seu antecessor, com a faixa-título se tornando seu terceiro single número um na Billboard Hot Country Songs, além de cinco singles no Top 10. O álbum atingiu a posição 29 da Billboard 200 e recebeu quatro certificados de platina pela venda de quatro milhões de cópias. Após o lançamento de It Matters to Me, Hill fez uma pausa para casar e começar uma família com o cantor Tim McGraw. Em 1997, ela se uniu ao marido para o dueto, "It's Your Love", que ficou em primeiro lugar na parada country por seis semanas, e ganhou prêmios da Academy of Country Music e da Country Music Association. Ainda em 1997, ela estrelou como convidada em um arco de três episódios da série Touched by an Angel, marcando sua estreia como atriz.
Em 21 de abril de 1998, Hill voltou com seu terceiro álbum, Faith, que atingiu a posição 7 da Billboard 200 e vendeu mais de seis milhões de cópias nos EUA, rendendo seis certificados de platina. O single "This Kiss", se tornou um hit internacional e foi o primeiro de seus singles a entrar na Billboard Hot 100, chegando ao número sete. Fora dos EUA, alcançou o quarto lugar na Austrália, o 13º no Reino Unido e o 24º no Canadá, O vídeoclipe ganhou o prêmio de Vídeo do Ano no Country Music Association Awards de 1998. Duas músicas do álbum, "This Kiss" e "Let Me Let Go", foram indicadas ao Grammy de Melhor Performance Vocal Feminina Country. Na Austrália e no Reino Unido, o álbum foi lançado sob o título Love Will Always Win.
Em 13 de abril de 1999, Hill participou do VH1 Divas Live 2. Em 9 de novembro de 1999, Hill lançou seu quarto álbum de estúdio Breathe, que estreou no topo da Billboard 200 e da parada Top Country Albums com 242.000 unidades vendidas na primeira semana. O álbum também rendeu seu single de maior sucesso, a faixa-título "Breathe" que chegou ao segundo lugar na Billboard Hot 100, e se tornou a música número um de 2000, na parada de fim de ano da Hot 100. O single "The Way You Love Me" também chegou no top 10 Hot 100, atingindo o número seis. O álbum deu a Hill três prêmios Grammy, incluindo Melhor Álbum Country, Melhor Colaboração Country com Vocais para "Let's Make Love" com Tim McGraw e Melhor Performance Vocal Feminina Country para "Breathe". Em 2000, a canção "Breathe" integrou a trilha sonora internacional da novela "Laços de Família", exibida pela TV Globo. Ainda em 2000, Hill ganhou o CMA Awards de Vocalista Feminina do Ano, se apresentou no Oscar (cantado "Over the Rainbow"), no Grammy, participou do especial VH1 Divas 2000: A Tribute to Diana Ross e cantou o hino nacional dos EUA no Super Bowl XXXIV. Breathe foi certificado 8× Platina nos EUA e vendeu quase 10 milhões de cópias em todo o mundo. É o álbum mais vendido da carreira de Hill. Em 2009, a Billboard classificou o single "Breathe como a 27ª música de maior sucesso na Hot 100 na década de 2000.

### 2001–2009
Em 2001, Hill gravou a canção "There You'll Be", escrita por Diane Warren, para a trilha sonora do filme Pearl Harbor. O single liderou as paradas do Canadá, Portugal e Suécia e ficou na 10ª posição da Billboard Hot 100; Também se tornou o single de maior sucesso de Hill no Reino Unido e na Irlanda, alcançando os números três e quatro, respectivamente. O videoclipe foi dirigido por Michael Bay, que também dirigiu Pearl Harbor. Devido ao sucesso internacional da canção, uma coletânea intitulada, There You'll Be: The Best of Faith Hill, foi lançada nos mercados internacionais. "There You'll Be" foi indicada ao Grammy de 2002 de Melhor Performance Vocal Pop Feminina e ao Oscar de Melhor Canção Original.
Em 15 de outubro de 2002, Hill lançou seu quinto álbum de estúdio, Cry, que estreou no topo da Billboard 200 e da parada Top Country Albums com 467.000 cópias vendidas em sua primeira semana. Ele vendeu quatro milhões de cópias em todo o mundo e foi certificado 2× Platina pela RIAA. Em 2004, Hill fez sua estreia nos cinemas com o longa, Mulheres Perfeitas, fazendo a personagem Sarah.
Em 2 de agosto de 2005, Hill retornou com seu sexto álbum de estúdio, Fireflies, que estreou no topo da Billboard 200 e da Top Country Albums, vendendo 329.000 cópias, sendo seu terceiro álbum consecutivo a liderar ambas as paradas. O álbum foi certificado duas vezes como platina nos EUA por vender dois milhões de cópias. O single principal, "Mississippi Girl", marcou o nono hit número um de Hill na Billboard Hot Country Songs. "Like We Never Loved at All", mais uma parceria com seu marido, Tim McGraw, ganhou o Grammy de Melhor Colaboração Country no Grammy de 2006, enquanto "Mississippi Girl" e o álbum foram indicados para Melhor Performance Vocal Feminina Country e Melhor Álbum Country. Em 2006, após uma pausa de seis anos nas turnês, Hill e Tim embarcaram em sua Soul2Soul II Tour 2006; Essa se tornou a turnê de música country de maior bilheteria de todos os tempos, com uma arrecadação de US$ 90 milhões de dólares.
No início da temporada de 2007 da NFL, Hill substituiu a cantora Pink como a voz da abertura do Sunday Night Football, do canal NBC. Em 2 de outubro de 2007, ela lançou uma segunda coletânea intitulada, The Hits, que trouxe duas novas faixas, "Lost" e "Red Umbrella", bem como 13 faixas que cobrem toda a sua carreira de 1993 a 2005. Uma edição especial com 2 discos foi lançada com um DVD com 11 videoclipes. Em 30 de setembro de 2008, Hill lançou seu primeiro álbum de Natal, intitulado, Joy to the World. O álbum incluí uma faixa original, "A Baby Changes Everything", que foi lançada como o único single do álbum no final de 2008. Em 1 de fevereiro de 2009, durante o pré-jogo do Super Bowl XLIII, Hill cantou "America the Beautiful".

### 2010–2019
Em 28 de julho de 2010, Hill cantou uma versão de "The Long & Winding Road" como parte de uma homenagem a Paul McCartney, que foi realizada na Casa Branca; Ela foi recebida pelo presidente Barack Obama e a primeira-dama Michelle Obama. Ela também contribuiu com a faixa "Give In to Me", para a trilha sonora do filme, Country Strong, lançada em outubro de 2010. O filme também é estrelado por seu marido Tim. Em junho de 2012, Hill estreou as canções "Illusion" e "Overrated" durante seu set no CMA Music Festival. Enquanto um single, intitulado "American Heart", junto com seu videoclipe, foi lançado em 1º de outubro de 2012.
Em abril de 2013, Hill anunciou que não seria mais a cantora da abertura do Sunday Night Football, após 6 anos. Em 2015, Hill interpretou Arletta, no filme de drama policial, Dixieland. Em 17 de maio, Hill se juntou ao Little Big Town em uma apresentação no Billboard Music Awards de 2015. Em 4 de outubro de 2016, durante um show surpresa no Ryman Auditorium de Nashville, Faith e seu marido anunciaram que voltariam à estrada juntos com a Soul2Soul The World Tour 2017. A turnê começou em 7 de abril de 2017, em Nova Orleans. Em 18 de novembro de 2016, Hill lançou seu último disco pela Warner Bros. Records, a coletânea Deep Tracks, uma seleção das músicas favoritas de Hill que foram incluídas em seus álbuns, mas não foram lançadas como singles. O álbum também inclui três músicas inéditas: "Boy", "Why" e "Come to Jesus".
Em 3 de fevereiro de 2017, Hill e Tim, assinaram um contrato conjunto com a Sony Music Nashville. A assinatura precedeu o lançamento de "Speak to a Girl", o single principal do álbum conjunto de Hill e McGraw, The Rest of Our Life, que foi lançado em 17 de novembro de 2017. O lançamento do álbum coincidiu com a abertura de uma exposição no Country Music Hall of Fame and Museum intitulada Mississippi Woman, Louisiana Man, que celebra as carreiras de Hill e McGraw.

### 2020–presente
Entre 2021 e 2022, Hill e Tim estrelaram a série da Paramount+, 1883, uma variante da série Yellowstone. Ela interpretou Margaret Dutton. Ela também atuou em um episódio da quarta temporada de Yellowstone.

## Vida Pessoal
Em 1988, se casou com o empresário musical Daniel Hill, de quem se divorciou em 1991. Em 1994, Hill passou por uma cirurgia para reparar um vaso sanguíneo rompido em suas cordas vocais.
Na primavera de 1996, Hill saiu em turnê com o cantor country Tim McGraw. Na época, ela havia rompido um noivado com seu antigo produtor, Scott Hendricks. McGraw e Hill rapidamente começaram um relacionamento e se casaram em 6 de outubro de 1996. O casal tem três filhas juntos: Gracie Katherine (nascida em 1997), Maggie Elizabeth (nascida em 1998) e Audrey Caroline (nascida em 2001).

## Discografia

### Álbuns de estúdio
- Take Me As I Am (1993)
- It Matters To Me (1995)
- Faith (1998)
- Breathe (1999)
- Cry (2002)
- Fireflies (2005)
- Joy To The World (2008)
- The Rest of Our Life (com Tim McGraw) (2017)

### Compilações
- Piece Of My Heart (1996)
- There You'll Be (2001)
- The Hits (2007)

### DVD
- When the Lights Go Down (2003)

## Turnês
- Soul2Soul Tour - 2000
- Soul2Soul II Tour - 2006/2007

## Prêmios
| Ano  | Prêmio                             | Categoria                                                                       |
| ---- | ---------------------------------- | ------------------------------------------------------------------------------- |
| 1993 | Academy of Country Music Awards    | Melhor Cantora Revelação                                                        |
| 1995 | TNN/Music City News                | Melhor Artista                                                                  |
| 1997 | Academy of Country Music Awards    | Cantora do Ano – (c/ Tim McGraw)                                                |
| 1997 | Academy of Country Music           | Single do Ano – "It's Your Love" (c/ Tim McGraw)                                |
| 1997 | Academy of Country Music           | Canção do Ano – "It's Your Love" (c/ Tim McGraw)                                |
| 1997 | Country Music Association Awards   | Cantora do Ano – (c/ Tim McGraw)                                                |
| 1998 | Academy of Country Music Awards    | Melhor Cantora                                                                  |
| 1998 | Academy of Country Music Awards    | Cantora do Ano – (c/ Tim McGraw)                                                |
| 1998 | Academy of Country Music Awards    | Videoclipe do Ano – "It's Your Love" (c/ Tim McGraw)                            |
| 1998 | Country Music Association Awards   | Videoclipe do Ano – "This Kiss"                                                 |
| 1999 | TNN/Music City News                | Vocal de Apoio do Ano – "Just to Hear You Say That You Love Me" (c/ Tim McGraw) |
| 1999 | TNN/Music City News                | Canção do Ano – "Just to Hear You Say That You Love Me" (c/ Tim McGraw)         |
| 1999 | TNN/Music City News                | Videoclipe do Ano – "This Kiss"                                                 |
| 1999 | TNN/Music City News                | Single do Ano – "This Kiss"                                                     |
| 1999 | TNN/Music City News                | Artista do Ano                                                                  |
| 1999 | Academy of Country Music Awards    | Melhor Cantora                                                                  |
| 1999 | Academy of Country Music Awards    | Videoclipe do Ano – "Breathe"                                                   |
| 2000 | Country Weekly's TNN Awards        | Artista do Ano                                                                  |
| 2000 | Country Music Association Awards   | Cantora do Ano                                                                  |
| 2001 | Grammy Awards                      | Melhor Performance Country – "Breathe"                                          |
| 2001 | Grammy Awards                      | Melhor Performance Country – "Let's Make Love" (c/ Tim McGraw)                  |
| 2001 | Grammy Awards                      | Melhor Álbum Country por Breathe                                                |
| 2003 | Grammy Awards                      | Melhor Performance Country – "Cry"                                              |
| 2003 | CMT Flameworthy Video Music Awards | Videoclipe mais quente do ano – "Cry"                                           |
| 2004 | People's Choice Awards             | Melhor Performance                                                              |
| 2006 | Grammy Awards                      | Melhor Performance Country – "Like We Never Loved At All" (com Tim McGraw)      |
| 2006 | American Music Awards              | Melhor Artista Country                                                          |